# Juan Argudo
Argudo  Bagueras est un nom espagnol. Le premier nom de famille, en général paternel, est Argudo ; le second, en général maternel, souvent omis, est Bagueras.
Juan Argudo Bagueras (né le 24 juin 1964 à Priego dans la province de Cuenca) est un coureur cycliste espagnol. Professionnel de 1978 à 1980, il a notamment remporté une étape du Tour d'Espagne 1979.

## Biographie
Passé professionnel en 1978, Juan Argudo a remporté la cinquième étape du Tour d'Espagne 1979, son seul succès, après une longue échappée. Pendant sa carrière, il a habité à Perpignan en France.

## Palmarès
- 1977
  - Grand Prix de France (contre-la-montre)
- 1979
  - 5e étape du Tour d'Espagne

## Résultats sur le Tour d'Espagne
2 participations
- 1979 : 53e, vainqueur de la 5e étape
- 1980 : hors délais (15e étape)